# Yoga sutra
Yogasūtra (sanskrit: योगसूत्र), Yoga sutra eller Patañjalis yoga-sutror, är systematiseringar av yoga, ett av de sex ortodoxa filosofiska system som har sin källa i Vedaskrifterna. Verket blev en av de mest översatta texterna under medeltiden, med översättningar till ett fyrtiotal indiska språk och två icke-indiska språk: fornjavanesiska och arabiska. Texten föll sedan i glömska under närmare 700 år mellan 1100-talet och 1800-talet, för att sedan få ny uppmärksamhet genom Swami Vivekananda.
Före 1900-talet dominerades indisk yogalitteratur snarare av  Bhagavad Gita, Yoga Vasistha, texter tillskrivna Yajnavalkya och Hiranyagarbha, samt skrifter om hathayoga, tantra och pashupatayoga, och inte av den ashtangayoga som beskrivs i Yogasūtra. Under 1900-talet har Yogasūtra emellertid uppnått status av att vara en av de viktigaste klassiska yogatexterna, och Patañjalis definition av yoga är också en av de mest spridda:
योग: चित्त-वृत्ति निरोध:
yogaś citta-vṛtti-nirodhaḥ
 Yoga är upphörandet av sinnets växlingar. – Yogasūtra 1.2

## Textens ursprung
Radhakrishnan och Moore tillskriver Patanjali texten och daterar den till 200-talet f.Kr. Vissa forskare, exempelvis S.N. Dasgupta, hävdar att det handlar om samma Patanjali som författat Mahabhasya, en avhandling om sanskrit-grammatik. Indologen Axel Michaels menar att verket inte skrevs av Patanjali, utan beskriver det som en samling fragmentariska texter och traditioner från 100- eller 200-talet. Gavin Flood ger ett större osäkerhetsintervall mellan 100 f.Kr. och 500 e.Kr.